# 西村淳二
西村 淳二（にしむら じゅんじ、1930年9月25日  - 2006年8月13日）は、日本の男性俳優、声優。広島県出身。1955年に劇団文化座に入団。プロダクション エム・スリーに所属していた。身長160cm。体重62kg。血液型はB型。神奈川大学貿易科中退。西村 惇二との表記もある。

## 出演作品

### テレビドラマ
- 大河ドラマ（NHK）
  - 赤穂浪士（1964年） - 浪人
  - 竜馬がゆく（1968年） - 讃岐屋の番頭
  - 国盗り物語（1973年） - 黒
  - 勝海舟（1974年） - 仁作
  - 風と雲と虹と（1976年） - 館の主人
  - 峠の群像（1982年） - 金屋利兵衛
  - 徳川家康（1983年） - 町医者
  - 春の波涛（1985年） - 住職
  - 花の乱（1994年） - 快阿弥
  - 秀吉（1996年） - べに屋
- 素浪人 月影兵庫（1965年、NET）
- 氷点（1966年、NET）
- 鬼平犯科帳（八代目松本幸四郎版）第1シリーズ 第41話「白浪看板」(1970年、NET / 東宝) - 手代（西村惇二 名義）
- 天下御免（1971年、NHK） - 赤埴源蔵
- 赤ひげ（1972年、NHK） - 定
- 伝七捕物帳（NTV）
  - 第53話「情の火花に散る涙」（1974年） - 留吉
  - 第59話「お天道さまに申訳けない」（1975年）
  - 第96話「死神が匙を投げた女」（1976年） - 安吉
  - 第106話「文治一番手柄」（1976年） - 権六
  - 第121話「男なさけに花が散る」（1976年）- 太助
  - 第142話「人情妻恋花火」（1977年） -  弥吉
  - 第160話「大江戸裏町出世双六」（1977年） -  権次
- 明治の群像 海に火輪を「星亨」（1976年、NHK） - 高田恭之進
- 続・あかんたれ（1978年、東海テレビ）
- 若さま侍捕物帳 （1978年、テレビ朝日）
- 3年B組金八先生（1979年、TBS） - 立見大吉
- 連続テレビ小説（NHK）
  - マー姉ちゃん（1979年） - 金沢良造  役
  - おしん（1983年）
  - ロマンス（1984年）
- そば屋梅吉捕物帳 第18話「地蔵も泣いた風車」（1980年、12ch / 国際放映） - 多吉
- ザ・ハングマン（1980年、朝日放送）
- 銀河テレビ小説（NHK）
  - 煙が目にしみる（1981年） - 藤本
  - たけしくん、ハイ!（1985年） ‐ 小川社長
- 秘密のデカちゃん 第18話「困ったわ!!隣りのオバサマ新登場」（1981年、TBS） - コンテスト司会者
- 松本清張シリーズ・けものみち（1982年、NHK） - 民子の近所の男
- 宮本武蔵（1984年、NHK） - 吾平
- すみれさんが行く（1985年3月25日、NHK） - 辰巳庵
- ウエディングドレス（1986年、日本テレビ）
- おヒマなら来てよネ!（1987年、フジテレビ）
- 教師びんびん物語II 第8話「勇気よ生徒を守れ」（1989年、フジテレビ）
- さよなら李香蘭（1989年、フジテレビ）
- 赤頭巾快刀乱麻（1991年、NHK） - 大松権太衛門
- 世にも奇妙な物語（1991年、フジテレビ）
  - 「もういちど」
  - 「受験生」
  - 「歩く死体」
  - 「残像」
  - 「年功不序列」
- 松本清張一周忌特別企画・或る「小倉日記」伝（1993年、TBS）
- ドラマ新銀河（NHK）
  - 母の出発（1995年）- 広造 役
- タクシードライバーの推理日誌「幸福の代償」（1994年、テレビ朝日）
- 古畑任三郎 S1第2話（1994年、フジテレビ）
- ギフト 第2話（1997年、フジテレビ） - ホームレス 役
- Days （1998年、フジテレビ）
- 天国に一番近い男（1999年、TBS）
- 恋の神様（2000年、TBS）
- やまとなでしこ（2000年、フジテレビ） - 壇六助
- 恋ノチカラ 11話（2002年、フジテレビ） - 駄菓子屋のおじいさん
- さとうきび畑の唄（2003年、TBS）
- 動物のお医者さん（2003年、テレビ朝日） - 亀松教授
- マルサ!!東京国税局査察部（2003年、フジテレビ）
- 救命病棟24時 第3シリーズ 10話（2005年、フジテレビ）- 河野医院の古くからの患者（近所のお爺さん）

### 舞台
- 天保十二年のシェイクスピア
- ミュージカル「紅葉乱舞車達引」（1977年、劇団動物園公演、原案・佐藤輝、演出・観世栄夫）

### テレビアニメ
- 鉄腕アトム (アニメ第1作)（1963年）
- タイムボカン（1975年）
- フランダースの犬（1975年）
- 犬夜叉（2002年 - 2003年、耳千里）

### 劇版アニメ
- はだしのゲン（1983年、朴）※方言指導も兼任
- はだしのゲン2（1986年、医者）

### 吹き替え
- イスタンブール特急（クロード：フィリップ・ボーネフ、支配人、男D）
- タクシードライバー（ウィザード：ピーター・ボイル）

### ラジオドラマ
- ミヨリの森（ネゴリザ）

### ナレーション
- くらしの歴史

### 人形劇
- こどもにんぎょう劇場「チワンの錦」

### その他
- 世界まるごとHOWマッチ（TBS）‐ 声の出演